# Terror management theory
Terror management theory (TMT) is een nog jonge onderzoeksrichting binnen de sociale psychologie. De TMT beschrijft hoe mensen de dagelijkse strijd met de angst voor de dood aangaan en wat hiervan de gevolgen zijn voor gedrag en cognitie. Aan de basis van TMT liggen twee veronderstellingen. Ten eerste de veronderstelling dat de mens een instinctmatige drijfveer heeft om in leven te blijven. Daarnaast gaat de theorie ervan uit dat de mens, in tegenstelling tot alle andere levende wezens, het besef heeft dat men leeft maar óók dat dit leven eindig is. Deze paradox zorgt ervoor dat mensen dagelijks geconfronteerd worden met een overweldigende angst voor de dood. Om niet ten onder te gaan aan deze angst heeft de mens een aantal afweermechanismen ontwikkeld die helpen om met deze angst om te gaan en deze te verzachten. 

## Afweermechanismen
De TMT maakt onderscheid tussen proximale en distale afweermechanismen voor het omgaan met de angst voor de dood. Onder proximale afweermechanismen wordt verstaan het verdringen en het uitbannen van aan de dood verwantegedachten. Hieronder vallen alle directe ontkenningen en ontwijkingen van de angst voor de dood.
Distale afweermechanismen zijn daarentegen niet direct of op een logische manier gekoppeld aan de angst voor de dood. Twee belangrijke distale afweermechanismen zijn volgens de TMT cultureel wereldbeeld (cultural worldview) en zelfwaardering (self-esteem).
Volgens de TMT functioneert het culturele wereldbeeld als een buffer die de angst voor de dood reduceert. Het culturele wereldbeeld geeft een gevoel van zekerheid, veiligheid en een vorm van symbolische onsterfelijkheid. Door te voldoen aan de waarden en normen van een cultuur zorgen mensen ervoor dat ze deel uitmaken van een groter geheel wat vele generaties zal overleven.
Een hoge mate van zelfwaardering kunnen mensen volgens de TMT krijgen door te voldoen aan de eisen die door de cultuur aan hen gesteld worden, en door zich te gedragen volgens de waarden en normen die de cultuur aan hen stelt. Mensen met een hoge mate van zelfwaardering hebben het gevoel dat ze voldoen aan het culturele wereldbeeld, op deze manier verzekeren ze zich van letterlijke (reïncarnatie of een plaats in de hemel) dan wel figuurlijke (ik heb iets bijgedragen aan deze wereld en maak deel uit van iets dat vele generaties zal blijven voortbestaan) onsterfelijkheid.
Deze twee distale afweermechanismen (zelfwaardering en het culturele wereldbeeld) zijn dus aan elkaar gerelateerd, om je zelfwaardering te vergroten moet je immers aan je culturele wereldbeeld voldoen. Aan de andere kant voelen mensen met een lage zelfwaardering dat ze minder goed voldoen aan de eisen die de cultuur aan hen stelt. Deze mensen zijn daarom minder goed bestand tegen de angst voor de dood.

## TMT en politiek
In Amerika trok de theorie recent aandacht door een verklaring aan te dragen voor de herverkiezing van George W. Bush in de Verenigde Staten, Tony Blair in het Verenigd Koninkrijk en John Howard in Australië. Door terrorisme en oorlog geconfronteerd met de dood, zo is de TMT gedachtegang, zullen mensen een traditionele culturele kijk op de wereld omarmen. Bij de herinnering aan de eigen sterfelijkheid blijken mensen een grotere behoefte te hebben aan sterke leiders die traditionele, autoritaire standpunten uitdragen. Daarnaast worden mensen ook erg alert op mogelijke bedreigingen en zullen zij sterker vijandig zijn naar mensen die als bedreigend worden gezien.

## Geschiedenis van de TMT
De theorie is voor het eerst geformuleerd in de jaren ’80, door de psychologen Sheldon Solomon,  Jeff Greenberg en Tom Pyszczynski die op dat moment werkten aan de University of Kansas. Het trio werd geïnspireerd door de theorieën van Ernest Becker in zijn boek The Denial of Death, van Otto Rank in Beyond psychology en Freud, die beschreef hoe tekenen van de eigen sterfelijkheid vaak een vorm van geloof in het transcendente stimuleren (de hemel, reïncarnatie, spiritualisme etc.).

## Kritiek op de TMT
Onderzoekers van de TMT hebben aannemelijk gemaakt dat het bewustzijn van de eigen sterfelijkheid samenvalt met gedrags- en cognitieverandering en dat er een relatie bestaat tussen deze angst en het wereldbeeld en de zelfwaardering. Wat echter nog niet voldoende is bewezen is dat afweermechanismen een rechtstreeks gevolg zijn van de (onbewuste) angst voor de dood.
Belangrijker nog dan de theoretische kritiek is dat een grootschalige herhaling van een belangrijk experiment uit het TMT onderzoek onder 2200 studenten in 21 verschillende steden geheel andere resultaten heeft opgeleverd dan het oorspronkelijke experiment. De herhaling liet zien dat herinnering aan de dood geen invloed had op het verdedigen van Amerikaanse belangen. 